# معاملة المثليين في سلطنة عمان
في سلطنة عمان يعتبر الشذوذ الجنسي غير قانوني في سلطنة عمان، وفقًا للفقرتين 33 و 223 من قانون العقوبات ويمكن معاقبته بالسجن لمدة تصل إلى 3 سنوات. في سلطنة عمان، يقال إن القضايا لا تصل إلى المحكمة إلا إذا كانت «فضيحة عامة». ويواجه الأشخاص من مجتمع الميم وصمة عار بين السكان. كما أن المنازل التي يعيش فيها الشركاء المثليون غير مؤهلة للحصول على نفس الحماية القانونية المتاحة للأزواج المغايرين، مع وجود عدة تقارير تتحدث عن مستوى عالي من التمييز والانتهاكات ضد مجتمع الميم.

## ظروف الحياة
في سبتمبر 2013، تم الإعلان عن موافقة جميع دول الخليج التعاونية على مناقشة اقتراح لإنشاء شكل من أشكال الاختبار، غير معروف حتى الآن، لمنع الأجانب المثليين من دخول أي من هذه الدول. ومع ذلك، فقد بسبب الاهتمام باستضافة كأس العالم لكرة القدم 2022 في قطر، والمخاوف من الجدل في حالة أن مشجعي كرة القدم قد تم فحصهم، جعل المسؤولين يتراجعون عن هذه الخطط ويصرون على أنها كانت مجرد اقتراح.
نشرت الصحيفة العمانية «الأسبوع» (باللغة الإنجليزية) مقالا عام 2013 ذكرت فيه أن سلطنة عمان كانت أكثر تسامحا مع المثليين جنسيا مقارنةً بدول الخليج الأخرى، وعلى الرغم من أن المثلية الجنسية لا تزال مجرمة أيضا في البلاد، إلّا أن الصحيفة نشرت قصة حملت عنوان «الغرباء» حول شاب مثلي يعيش في البلاد.
رداً على ذلك، تدخلت الحكومة العمانية لتعليق نشر الصحيفة. علاوة على ذلك، تم استنكار المقال عبر شبكات التواصل الاجتماعي عبر الإنترنت في عُمان وجمعية الصحفيين في البلاد. قال عضو مجلس الشورى العماني، توفيق اللواتي، إن المقال كان يدافع عن المثلية الجنسية وأشار إلى أن عمان كانت ملاذاً آمناً للمثليين. ودعا وزارة الإعلام إلى اتخاذ إجراء ضد الصحيفة لخرق قانون الصحافة في البلاد.
أكد بعض العمانيين على أن مقال جريدة الأسبوع كان مجرد توثيق لما يحصل في البلد؛ خاصة أن «التوثيق» من اختصاص الصحافة ورأوا فيما قامت به الحكومة تضييقا خطيرا على الحريات. تم إجبار الصحيفة لاحقًا على الاعتذار بمقال كامل على الصفحة الأولى. يُظهر الإسراف في الاعتذار كم هو مثير للجدل طرح مسألة المثلية الجنسية مع أي تعاطف في عُمان.
كما هو الحال في جميع دول الخليج فإن مجتمع الميم في سلطنة عمان سري ومتخفي. وتًعتبر أفضل على نطاق واسع باعتبارها أكثر تسامحا من العديد من جيرانها طالما تظل الأنشطة سرية.

## نمو حراك حقوق المثليين في عمان
كما هو الحال في دول الخليج الأخرى، فإن الدعوة لحقوق المثليين في عُمان هي عمل إجرامي، حيث يستخدم النشطاء وسائل التواصل الاجتماعي مع اسم مستعار لحماية هوياتهم مع استثناءات نادرة جدًا.

## أسباب ردع المثلية في سلطنة عمان
اعتبرت سلطنة عمان أن المثلية هي مرضا عضالا لابد من علاجه والتخلص منه؛ لما له من سلبيات ضارة على الأسرة والمجتمع؛ لذا فرضت قوانين رادعة للحد من انتشار هذه الظاهرة السيئة على المجتمع العماني، فالشذوذ أكبر الجرائم؛ تدمر المجتمع، وتهدم الأسر؛ فالفساد وَجْه الفسق، والشذوذ شكل قبيح من أشكاله، فالخلل في القِيَم والمعايير الدينية والأخلاقية يؤدي إلى كثرة الجرائم من قتل وسرقة وإدمان وتعاطي المخدرات، واستعمال العنف والشدة والاعتداء على الآخرين.

## ملخص
| قانونية النشاط الجنسي المثلي                                                                  | (العقوبة: تصل إلى 3 سنوات في السجن) |
| المساواة في السن القانوني للنشاط الجنسي                                                       | No                                  |
| قوانين مكافحة التمييز في التوظيف                                                              | No                                  |
| قوانين مكافحة التمييز في توفير السلع والخدمات                                                 | No                                  |
| قوانين مكافحة التمييز في جميع المجالات الأخرى (تتضمن التمييز غير المباشر، خطاب الكراهية)      | No                                  |
| قوانين مكافحة أشكال التمييز المعنية بالهوية الجندرية                                          | No                                  |
| زواج المثليين                                                                                 | No                                  |
| الاعتراف القانوني بالعلاقات المثلية                                                           | No                                  |
| تبني أحد الشريكين للطفل البيولوجي للشريك الآخر                                                | No                                  |
| التبني المشترك للأزواج المثليين                                                               | No                                  |
| يسمح للمثليين والمثليات ومزدوجي التوجه الجنسي والمتحولين جنسيا بالخدمة علناً في القوات المسلحة | No                                  |
| الحق بتغيير الجنس القانوني                                                                    | No                                  |
| علاج التحويل محظور على القاصرين                                                               | No                                  |
| الحصول على أطفال أنابيب للمثليات                                                              | No                                  |
| الأمومة التلقائية للطفل بعد الولادة                                                           | No                                  |
| تأجير الأرحام التجاري للأزواج المثليين من الذكور                                              | (غير قانوني للأزواج المغايرين كذلك) |
| السماح للرجال الذين مارسوا الجنس الشرجي التبرع بالدم                                          | No                                  |